# Lafayette Hotel & Suites in San Diego
El Lafayette Hotel and Suites en San Diego, California fue inaugurado el 1 de julio de 1946. El primer nombre de Lafayette fue Imig Manor, un proyecto de Larry Imig. La idea original de LaFayette fue construirlo a un costo de $2 millones en una parte remota del este del condado en El Cajon Boulevard. Cuando el empresario local Larry Imig abrió el Imig Manor en 1946 su primer huésped fue Bob Hope, entre otras celebridades.
Para 1960, la Interestatal 8 reemplazó El Cajon Boulevard como la conexión occidental principal de San Diego, y las operaciones del hotel cesaron. El edificio pasó por muchos dueños, hasta que Hampstead Lafayette Partners compró 2.6 acres en North Park, incluyendo al Hotel Lafayette, por $11.5 millones en marzo de 2004. Actualmente, Hampstead Partners lo está convirtiendo en un hotel boutique. 
El Hotel Lafayette funcionó como el lugar para la película Top Gun.
El hotel tiene 131 suites cada nombre para las mejores películas de la historia.